# Ljupten
Ljupten (en serbe cyrillique : Љуптен) est un village de Serbie situé dans la municipalité d'Aleksinac, district de Nišava. Au recensement de 2011, il comptait 311 habitants.

## Géographie

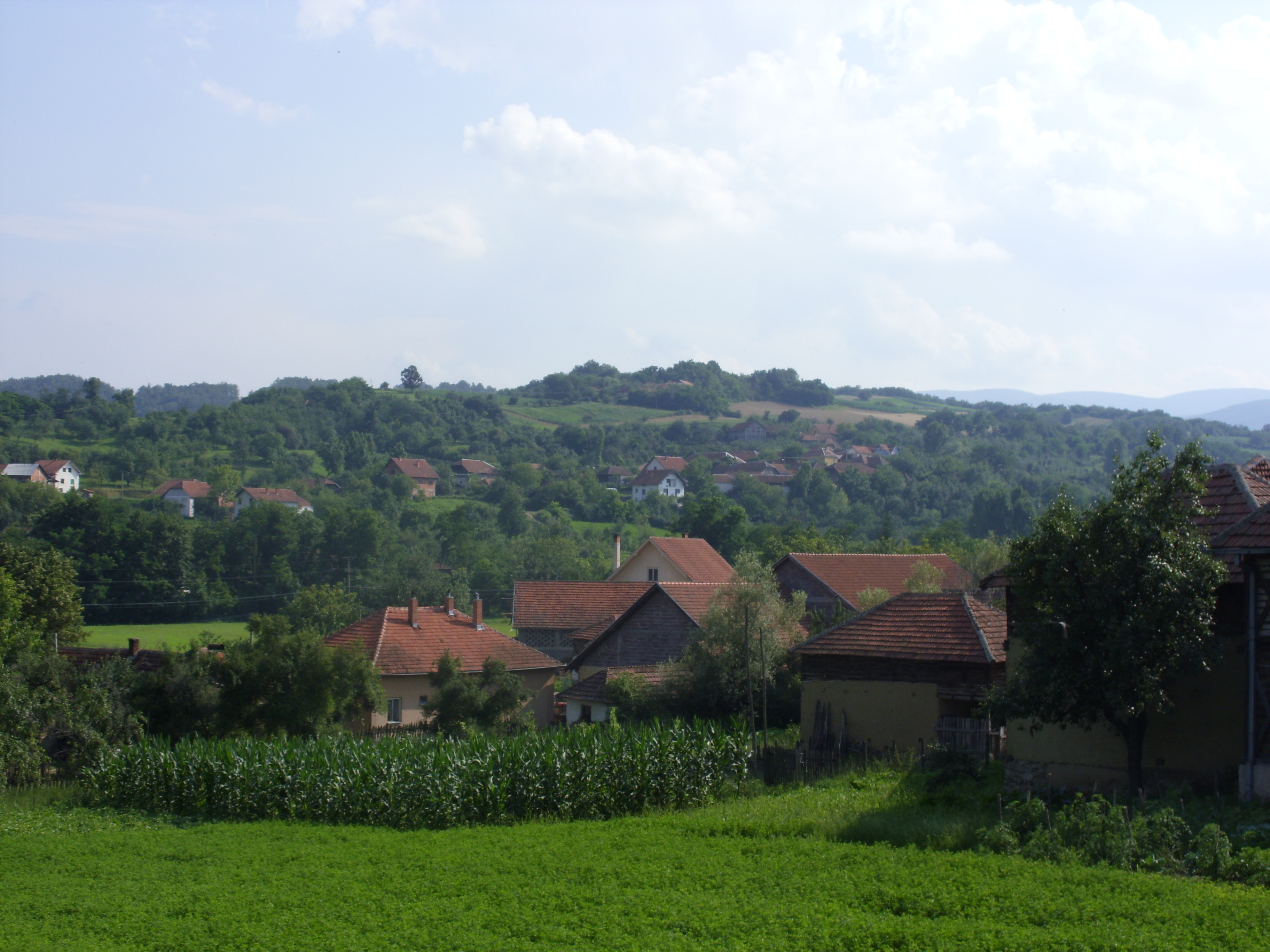
Vue générale de Ljupten
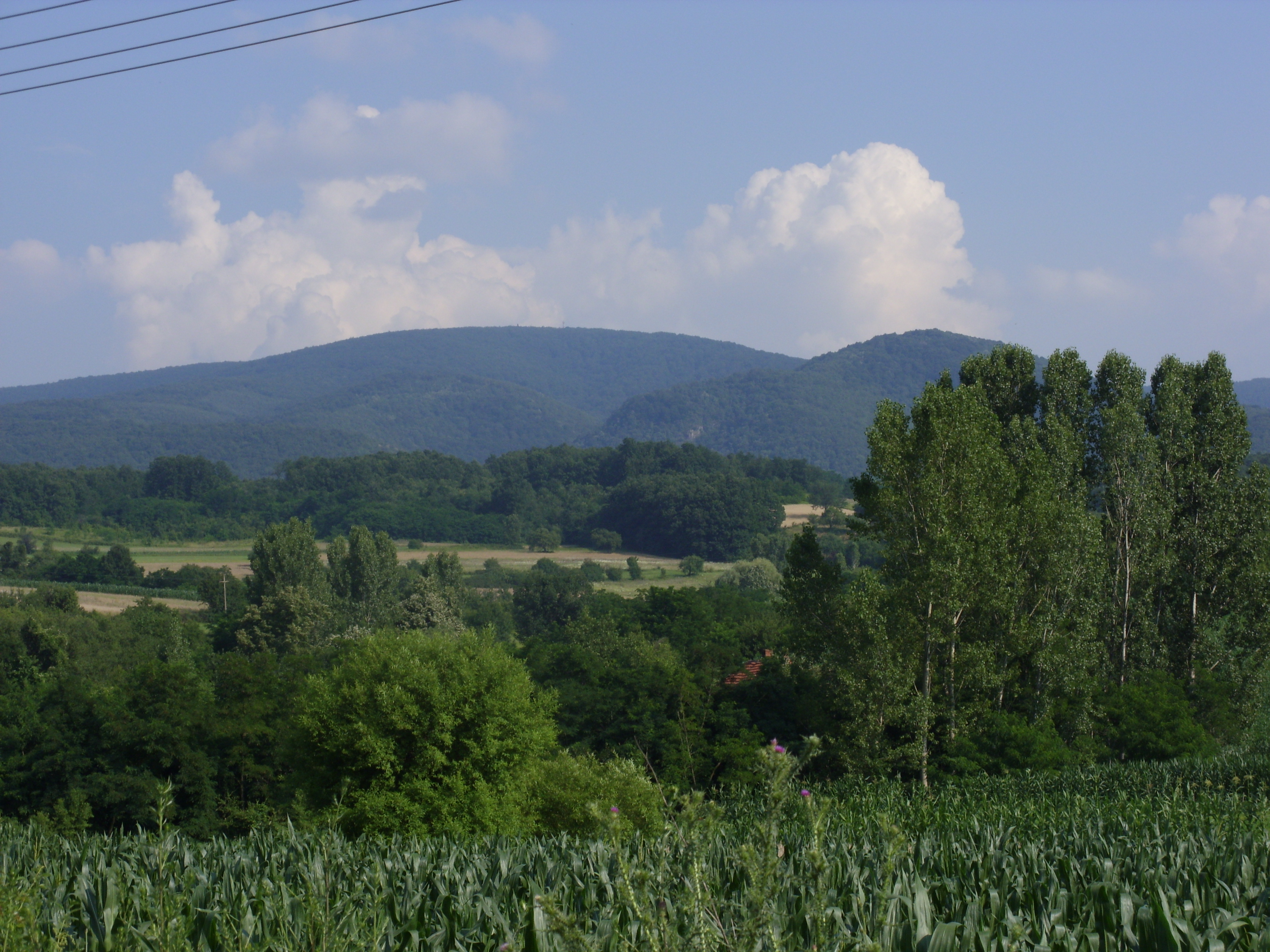
Collines aux alentours du village

## Démographie
| 1948 | 1953 | 1961 | 1971 | 1981 | 1991 | 2002 | 2011 |
| ---- | ---- | ---- | ---- | ---- | ---- | ---- | ---- |
| 659  | 808  | 775  | 742  | 633  | 486  | 408  | 311  |

|  |